# Anna Otffinowska
Anna Otffinowska, właśc. Annabella Otffinowska (ur. 1960) – polska działaczka społeczna i psycholog, była prezeska Fundacji Rodzić po Ludzku.

## Życiorys
Ukończyła studia na Wydziale Psychologii Uniwersytetu Warszawskiego. Pracowała m.in. w Instytucie Psychiatrii i Neurologii oraz w Ośrodku Edukacji Ekologicznej EKO-OKO. W 1996 założyła i stanęła na czele Fundacji Rodzić po Ludzku, powołanej na rzecz polepszania sytuacji kobiet rodzących na oddziałach położniczych, a także na rzecz rozwijania praw pacjenta i prawa do godnego rodzenia. Utworzenie tej organizacji było poprzedzone akcją społeczną pod nazwą Rodzić po ludzku zorganizowaną przez „Gazetę Wyborczą” w latach 1994–1995. Anna Otffinowska poprzez działania fundacji (w której pełniła funkcję prezesa zarządu) i przy współpracy z „Gazetą Wyborczą” inicjowała od tego czasu kolejne cykliczne akcje społeczne w tym samym celu. Utworzyła także pierwszą w Polsce szkołę tzw. porodu aktywnego.
W 2008 „Tygodnik Powszechny” wyróżnił ją Medalem św. Jerzego. W 2012 prezydent Bronisław Komorowski odznaczył ją Krzyżem Kawalerskim Orderu Odrodzenia Polski.
Mężatka, ma dwoje dzieci.

## Wybrane publikacje
- Jak mądrze wspierać kobietę w karmieniu piersią? (red.), Fundacja Rodzić po Ludzku, Warszawa 2010
- Jak przestrzegać praw pacjenta. Wskazówki dla personelu oddziałów ginekologicznych, patologii ciąży i położniczych. Przykłady dobrych praktyk (oprac.), Fundacja Rodzić po Ludzku, Warszawa 2010
- Najważniejsza chwila w życiu. O pierwszym kontakcie matki z dzieckiem i możliwościach jego realizacji w placówkach położniczych w Polsce (współautor), Fundacja Rodzić po Ludzku, Warszawa 2008
- Opieka okołoporodowa w Polsce w świetle akcji „Rodzić po ludzku” 2006 (oprac.), Fundacja Rodzić po Ludzku, Warszawa 2007
- Przewodnik po szpitalach położniczych w Polsce (red.), Wyd. Agora, Warszawa 2000